# یواس‌اس نیاگارا (۱۸۱۳)
یواس‌اس نیاگارا (۱۸۱۳) (به انگلیسی: USS Niagara (1813)) یک کشتی است که طول آن ۱۱۰ فوت ۸ اینچ (۳۳٫۷ متر) و ارتفاع آن ۱۱۳ فوت ۴ اینچ (۳۴٫۵ متر) می‌باشد. این کشتی در سال ۱۸۱۳ ساخته شد.